# Al Jabara
L'Al Jabara è un traghetto appartenente alla compagnia di navigazione araba Tarco Marine.
Dopo la vendita per demolizione a inizio 2024 del Moby Vincent e della ex compagna di flotta Sardinia Vera, è l'ultima nave della propria classe d'appartenenza a rimanere in attività.

## Caratteristiche
Al momento del varo, per l'epoca si trattava di un progetto piuttosto innovativo, poiché la conformazione squadrata della nave, soprattutto a poppa, garantiva più spazio a bordo rispetto ad altre tipologie di traghetti e permetteva di trasportare un maggior quantitativo di passeggeri e veicoli.
Il traghetto è mosso da due motori Diesel Krupp-MaK 12M551AK, eroganti ciascuno una potenza di 5178 kW a 400 giri/min, per un totale di 10356 kW. Grazie a essi può raggiungere una velocità massima di 18 nodi e può trasportare 1500 passeggeri e 480 automobili.
È un traghetto ro/ro, dotato di doppia apertura, sia della prua che del portellone a poppa.
I servizi disponibili sono: cabine (35), sala poltrone, ristorante, self-service, bar, caffetteria, una boutique e una sala giochi per bambini, sala video games, negozio, solarium, aria condizionata e stabilizzatori.
Le sistemazioni disponibili sono: poltrona, cabina doppia interna senza oblò, cabina doppia esterna con oblò, cabina quadrupla interna senza oblò e cabina quadrupla esterna con oblò.
Dal suo acquisto nel 1986 al 1999, sulle fiancate ha avuto solo il nome Corsica ferries, in quanto all'epoca non era ancora accorpata a Sardinia ferries.
Nel 1994 fu dotata di grandi stabilizzatori laterali, il font Corsica ferries sulle fiancate cambiò e apparve la "testa" logo della compagnia sul fumaiolo.
Dal 1995, grazie alla nascita del marchio Corsica Shuttle, sulle fiancate della nave apparve il nuovo logo seguito dalla scritta "CORSICA SHUTTLE".
Dal 1999, anno in cui si unirono le due compagnie, sulle fiancate sono presenti entrambi i nomi separarti dal logo della "testa". Nello stesso anno anche il nome venne cambiato da Corsica Marina II a Corsica Marina Seconda.
Alla fine del 2010 gli interni vennero ristrutturati, in linea con quelli delle altre navi della flotta.
Il 9 Gennaio 2025,con la consegna della nave a Tarco Marine, è stato ribattezzato Al Jabara.

## Servizio
Primo di una serie di quattro unità gemelle costruite nei cantieri navali tedeschi Rickmers Werft di Bremerhaven per conto di Stena Line, viene varato il 3 febbraio 1974 con il nome di Stena Nautica e, consegnato il 1º ottobre successivo, viene subito girato in noleggio alla Marine Atlantic e ribattezzato Marine Nautica. Nello stesso mese prende servizio nei collegamenti tra North Sydney e Port-Aux-Basques insieme al gemello Marine Atlantica.
Nel 1979 viene acquistato a titolo definitivo dalla Marine Atlantic, continuando ad operare negli anni successivi sulla stessa rotta.
Nel giugno del 1986 il traghetto viene acquistato dalla compagnia italo-francese Corsica Ferries - Sardinia Ferries, che lo ribattezza Corsica Marina II. Il primo servizio avvenne nello stesso anno nei collegamenti tra Livorno e Bastia.
Il 26 luglio 1994, durante una traversata verso la Corsica, si sviluppò un incendio in una zona del traghetto riservata all'equipaggio; nonostante ciò la nave riuscì ad arrivare regolarmente a destinazione, riportando danni limitati. 
Nel 1999 viene ribattezzato Corsica Marina Seconda. 

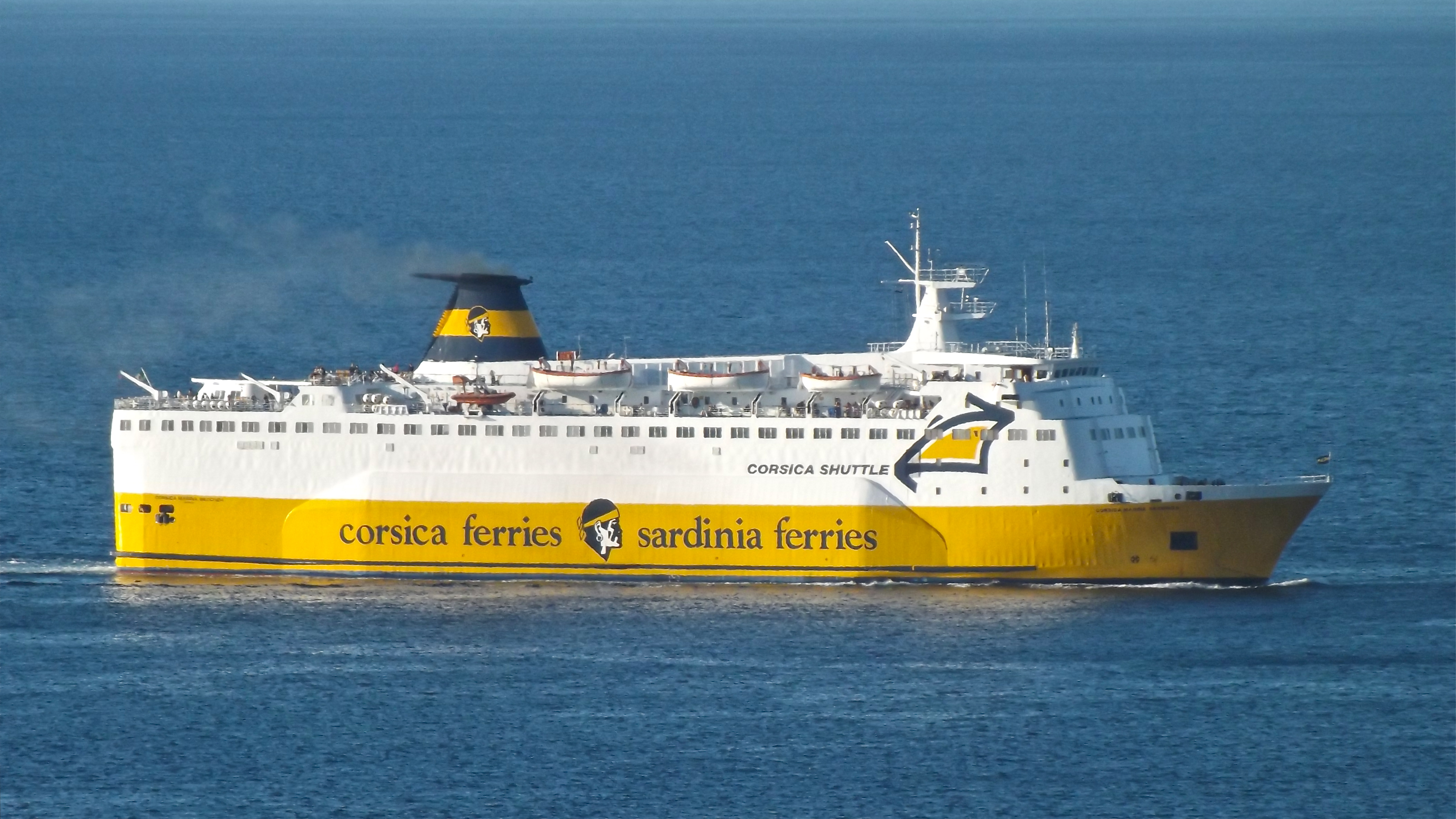
Il Corsica Marina Seconda in navigazione.

Nella primavera del 2018 viene brevemente noleggiato alla Siremar ed impiegato sulla tratta Trapani-Pantelleria per sostituire il traghetto Paolo Veronese. 
Il 29 giugno 2019 il traghetto, all'interno del bacino delle Riparazioni Navali di Genova, si inclina di trenta gradi mentre era sulle taccate per la manutenzione. A seguito il bacino venne fatto allagare per evitare un'ulteriore inclinazione, non ci furono feriti.
Nel 2020 viene noleggiato da una società di trasporti francese; l'idea era quella facilitare l'attraversamento della Spagna per i camion abbattendo anche le emissioni. La tratta che eseguì fu la Tolone-Cartagena.
A maggio 2020 torna in servizio per Corsica Ferries ed opera sulla tratta Livorno-Golfo Aranci e dall'estate 2021 torna in servizio sulla Livorno-Bastia.

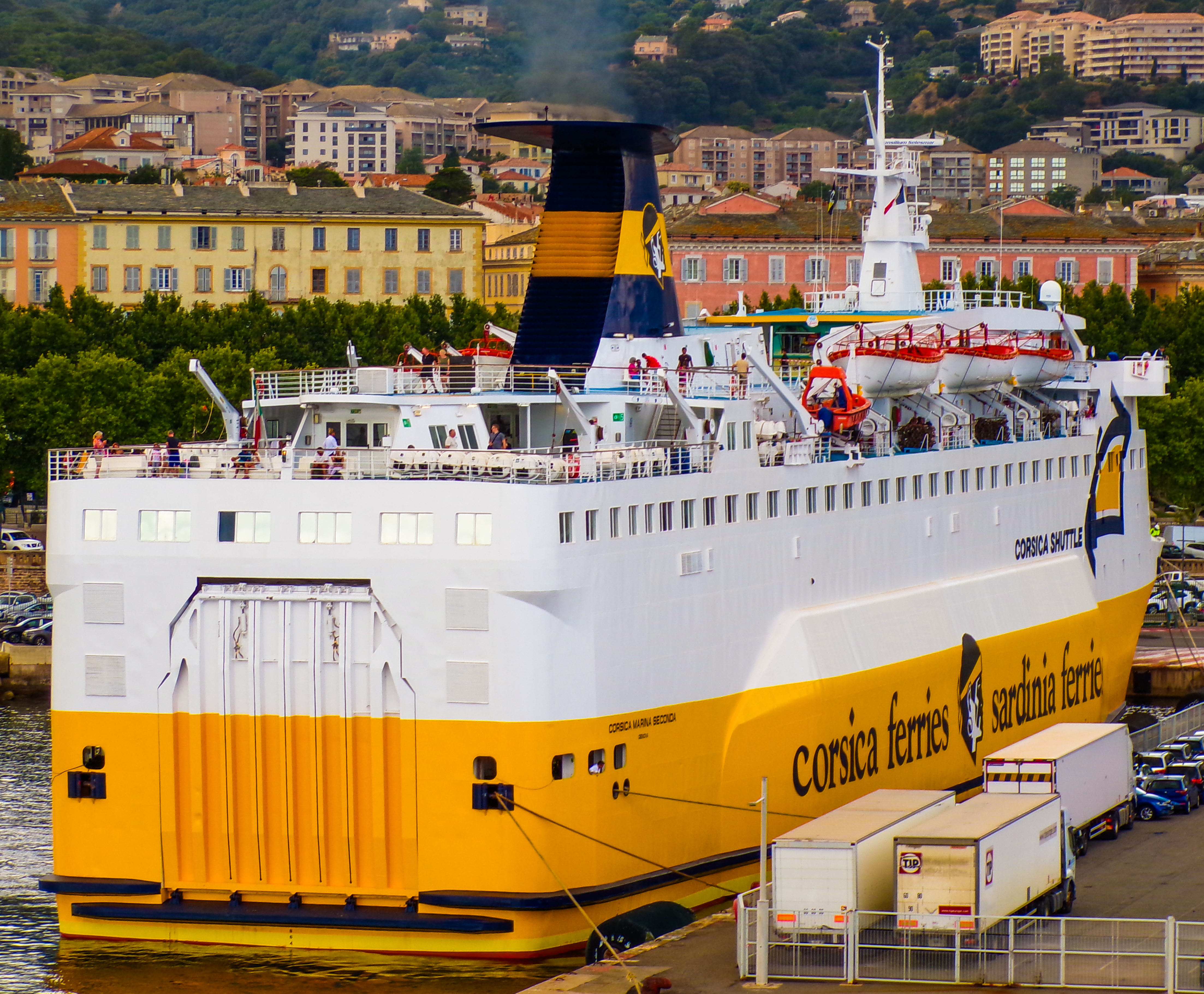
L'allora Corsica Marina Seconda ormeggiata a Bastia nel 2024.

Nel 2023 e nel 2024 al servizio estivo sulla Livorno - Bastia alterna dei noleggi invernali durante i quali viene impiegato per il trasporto di automobili nuove e mezzi pesanti tra Spagna, Francia, Italia ed Algeria, senza passeggeri a bordo.
Il 16 dicembre 2024 salpa da Vado Ligure per i cantieri del porto di Napoli, dove viene sottoposto ai lavori necessari al passaggio di proprietà alla Tarco Marine in vista dell'ingresso in servizio nei collegamenti sul Mar Rosso.
Il 9 Gennaio 2025 viene ufficialmente consegnato alla Tarco Marine, venendo ribattezzato Al Jabara ed issando bandiera di San Marino.
Il 7 marzo 2025 salpa da Napoli per Jeddah, dove giunge il 13 marzo.
Dalla sera del 20 marzo 2025 prende servizio nei collegamenti tra Jeddah e Suakin, in coppia con la ritrovata compagna di flotta Queen Rinas.
A metà maggio 2025 viene trasferito sotto la bandiera di Saint Kitts e Nevis.

## Navi gemelle
- Sardinia Vera (già Stena Atlantica)
- Moby Vincent (già Stena Normandica)
- Al Mansour (già Stena Nordica)

## Galleria d'immagini

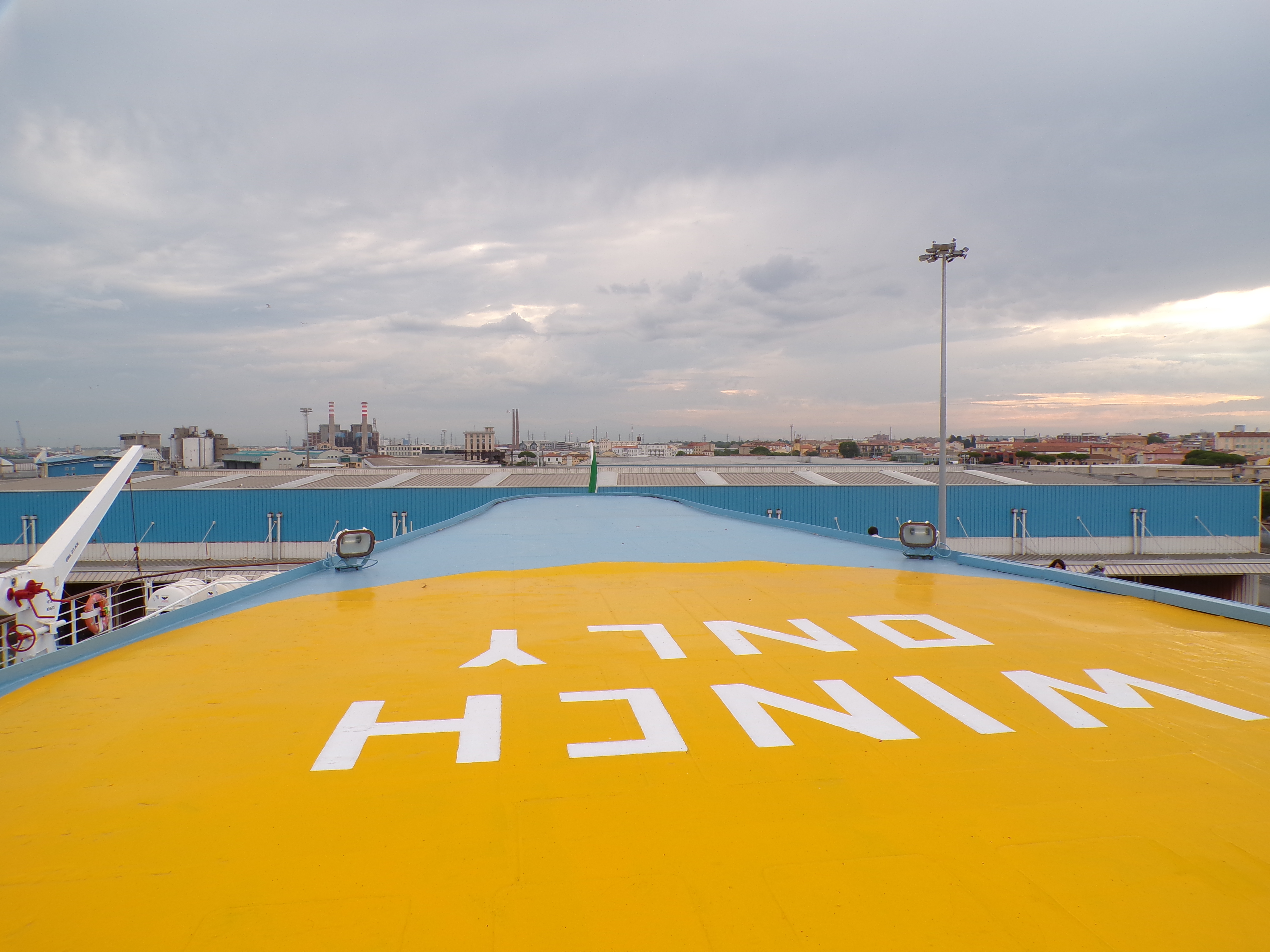
Ponte di volo
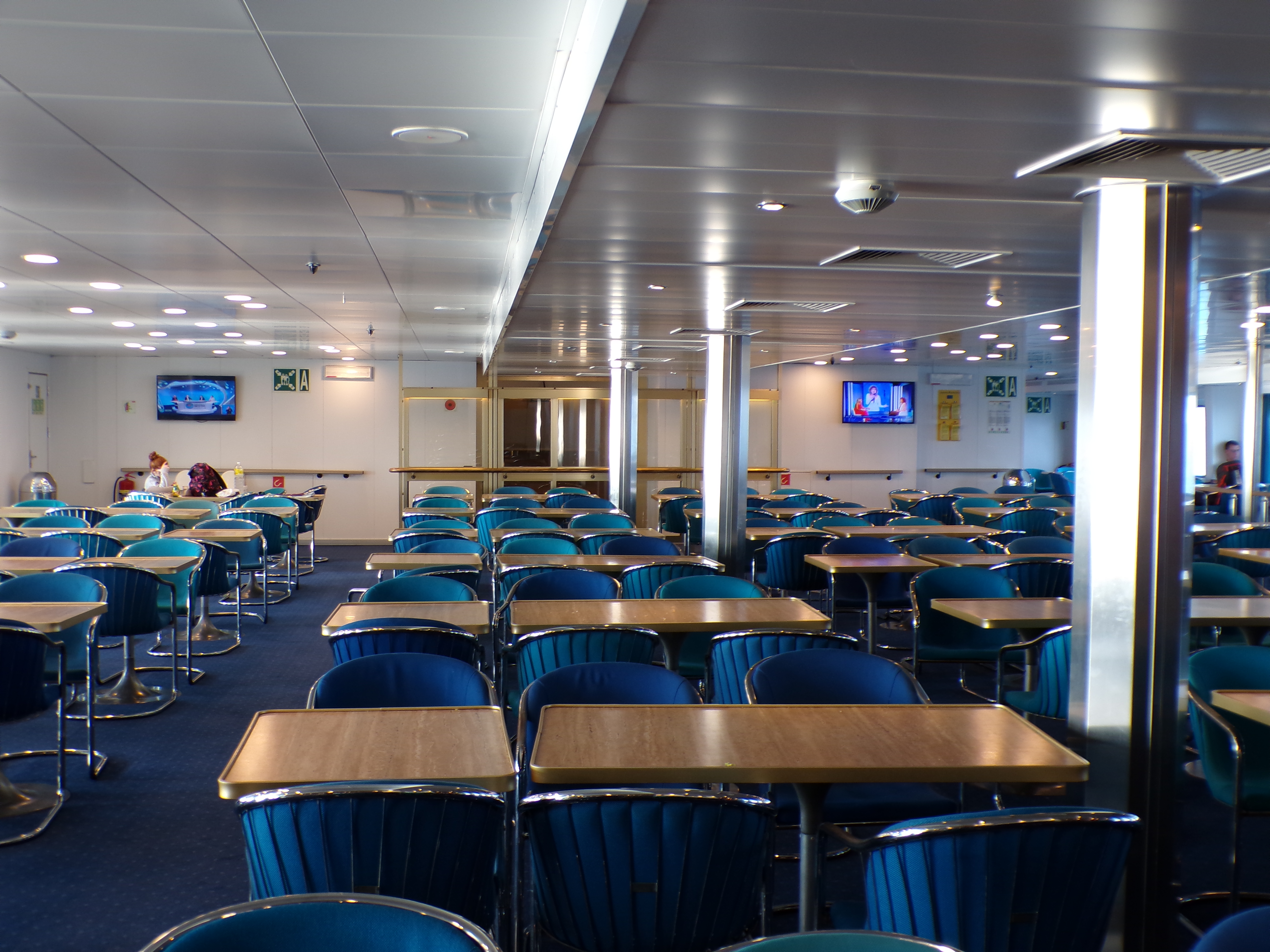
Salone di poppa
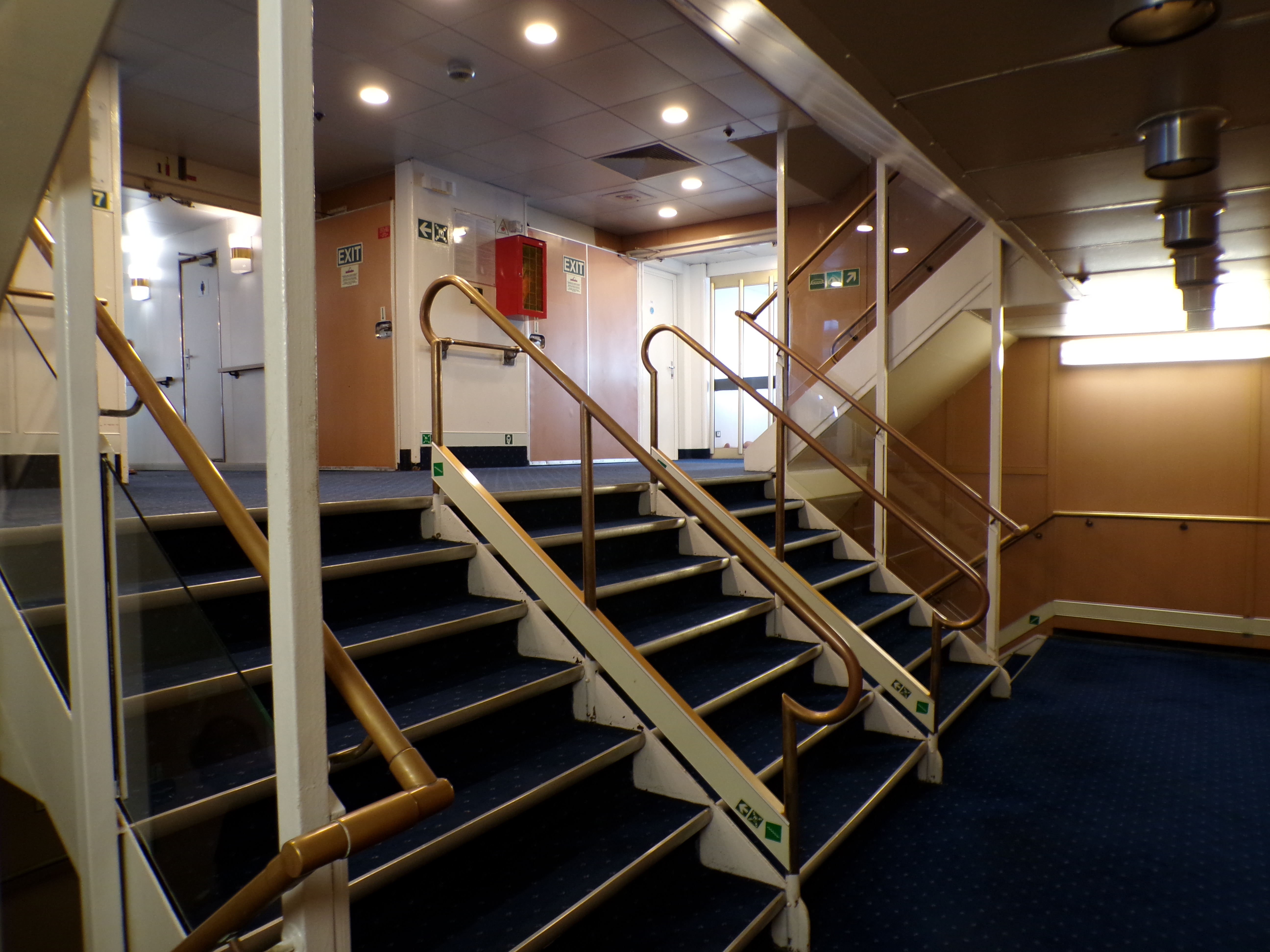
Rampa delle scale